# Ищенко, Иван Митрофанович
Иван Митрофанович И́щенко — командир отделения роты автоматчиков 234-го стрелкового полка 179-й стрелковой дивизии 43-й армии 1-го Прибалтийского фронта, сержант, Герой Советского Союза.

## Биография
Родился 15 сентября 1912 года в селе Новоподымка ныне Новоукраинского района Кировоградской области Украины в крестьянской семье. Украинец. Член ВКП(б)/КПСС с 1942 года. Окончив начальную школу, работал грузчиком.
В Красной Армии с октября 1941 года. Призван Капским райвоенкоматом Грузинской ССР. В боях Великой Отечественной войны с ноября 1941 года.
Командир отделения роты автоматчиков 234-го стрелкового полка (179-я стрелковая дивизия, 43-я армия, 1-й Прибалтийский фронт) сержант Ищенко И. М. 23 июня 1944 г. в числе первых со своим отделением прорвал оборону противника у деревни Шумилино Бешенковичского района Витебской области Белоруссии и в уличном бою уничтожил 5 гитлеровцев.
24 июня 1944 года у деревни Вяжице (ныне деревня Будилово) Бешенковичского района Витебской области под сильным огнём противника на подручных средствах сержант Иван Ищенко первым переправился на левый берег реки Западная Двина и в бою за овладение плацдармом уничтожил до десяти немецких автоматчиков и снайперов.
26 июня 1944 году гитлеровцы, стремясь выйти из окружения, силой до двух взводов пехоты предприняли атаку на участке отделения И. М. Ищенко, которая была отражена советскими воинами с большими потерями для нападавших. Затем, преследуя противника, отделение сержанта Ищенко заняло дорогу «Витебск — Бешенковичи», отрезав врагу путь к отступлению. В этом бою И. М. Ищенко лично уничтожил восемь гитлеровцев, а троих взял в плен. Отделением было захвачено тридцать шесть автомашин.
Указом Президиума Верховного Совета СССР от 22 июля 1944 года за образцовое выполнение заданий командования и проявленные мужество и героизм в боях с немецко-фашистскими захватчиками сержанту Ищенко Ивану Митрофановичу присвоено звание Героя Советского Союза с вручением ордена Ленина и медали «Золотая Звезда» (№ 4136).
После войны старшина Ищенко И. М. демобилизован. Жил и работал автомехаником в столице Башкирии — городе Уфе.
Скончался 17 января 1979 года, похоронен на Южном кладбище Уфы.

## Награды
- Медаль «Золотая Звезда».
- Орден Ленина.
- Орден Красной Звезды.
- Медаль «За боевые заслуги» (10.05.1944)[3].
- Медали.